# Christos Zorbas
Christos Zorbas (gr. Χρήστος Ζορμπας; ur. w XIX wieku, zm. w XX wieku) – grecki szermierz, srebrny medalista olimpijski.
W 1906 roku brał udział w olimpiadzie letniej w Atenach, gdzie Grecy w składzie: Joanis Jeorjadis, Triandafilos Kordojanis, Menelaos Sakorafos i Christos Zorbas zdobyli srebrny medal w szabli drużynowej. W szabli indywidualnej dotarł do półfinałów, a w turnieju szabli - trzy uderzenia odpadł w pierwszej rundzie. Na tej samej imprezie był też czwarty w szpadzie drużynowej, a w szpadzie indywidualnej i florecie indywidualnym odpadał w pierwszej rundzie.